# Pieve Porto Morone
Pieve Porto Morone là một đô thị ở tỉnh Pavia trong vùng Lombardia của Ý, có cự ly khoảng 45 km về phía đông nam của Milan và khoảng 25 km về phía đông nam của Pavia. Tại thời điểm ngày 31 tháng 12 năm 2004, đô thị này có dân số 2.630 người và diện tích là 16,3 km².
Pieve Porto Morone giáp các đô thị sau: Arena Po, Badia Pavese, Castel San Giovanni, Costa de' Nobili, Monticelli Pavese, Santa Cristina e Bissone, Sarmato, Zerbo.